# Opinie juridică
Prin opinie juridică (din eng. "legal opinion", greșit tradus în limba română ca "opinie legală" chiar și in Statutul Profesiei de avocat din Romania) se întelege actul redactat, de obicei, de către un avocat (sau un judecător în sistemul de drept comun). Aceasta este un act formal redactat la cererea unui client și poate cuprinde interpretarea unei norme de drept sau opinii asupra a cum ar putea fi interpretată de către instanță o anumită prevedere ori cum ar putea fi aplicată la circumstanțele specifice ale clientului.

## În Romania
Deși nu are o reglementare aparte în legislația românească, în practică, prin opinie juridică (legal opinion) avocatul își asumă o răspundere sporită, iar nu numai o obligație de diligență - caracteristică activității generale a avocatului și acceptă să raspundă în fața clientului pentru un eventual prejudiciu suferit de către acesta din urmă ca urmare a opiniei juridice, până la un anumit plafon. De regulă, acest plafon corespunde cu plafonul acoperit de asigurarea profesională obligatorie sau de cea facultativă încheiată de avocat sau de către forma de organizare profesională în cadul căreia activează.

## În alte țări
În Marea Britanie și în alte țări având sisteme de drept bazate pe precedentul judiciar ("sistemul de drept comun"), prin opinie juridică se întelege o explicație scrisă dată de un judecător sau de un grup de judecători care însoțește o decizie sau o hotărâre într-un caz, expunând raționamentul și principiile juridice care stau la baza acelei hotărâri.
Opiniile juridice sunt, în acele jurisdicții, de obicei publicate la inițiativa instanței și, în măsura în care conțin pronunțări privind natura legii și modul în care aceasta ar trebui interpretată, ele întăresc, schimbă, stabilesc sau anulează precedentul juridic. Dacă instanța decide să publice o opinie juridică, aceasta poate fi inclusă într-un volum dintr-o serie de cărți numite rapoarte de jurisprudență. Deciziile publicate ale instanțelor sunt, de asemenea, denumite colectiv drept jurisprudențial și constituie, în sistemele de drept comun, una dintre sursele principale de drept.
De asemenea în Marea Britanie, poate fi și o lucrare scrisă pe probleme de drept de către un avocat pledant (adesea numita ca "opinia avocatului") sau, ocazional, de către un înalt funcționar guvernamental pe probleme de drept, cum ar fi Procurorul General. Opinia juridică redactată de către un înalt funcționar guvernamental este adusă la cunoștința publicului fie la presiunea acestuia din urmă (de exemplu, Opinia Lordului Goldsmith asupra legalității invaziei din Irak), fie datorită necesității clarificării unei anumite norme de drept (de exemplu, Opinia Yorke-Talbot asupra sclaviei).

## Istoric
Primii avocați romani aveau pregătire in retorică, nu în știinte juridice, la fel ca și judecătorii in fața cărora pledau. Cu toate acestea, spre deosebire de atenieni, romanii au dezvoltat o clasa de specialiști în drept, cunoscuți sub denumirea de jurisconsulți (iuris consulti). Jurisconsulții erau oameni bogați pentru care implicarea în drept reprezenta un hobby intelectual, nu o activitate de bază din care să trăiască. Ei dădeau opinii juridice (responsa) pe probleme de drept la toți cei cărora solicitau astfel de servicii (practică cunoscută ca publice respondere). Devenise o rutină ca judecatorii romani și guvernatorii să ceară sfatul unui consiliu de jurisconsulți înainte de a lua o decizie, iar avocații și oamenii obișnuiți, de asemenea, obișnuiau să meargă la jurisconsulți pentru opinii juridice. De aceea, romanii au fost primii care au avut o clasă socială care să se gândească la probleme juridice, și de aceea dreptul roman a devenit așa de „precis, detaliat și tehnic”.